# Province d'Izu
La province d'Izu (伊豆国) est une ancienne province du Japon comprenant la péninsule d'Izu — qui appartient aujourd'hui à la préfecture de Shizuoka — et les îles d'Izu, qui font désormais partie de Tokyo.

## Histoire
En 680 apr. J. -C. , deux districts de la province de Suruga, et des districts de Tagata et de Kamo, sont séparés en la nouvelle province d'Izu. Entre 701 et 710, le district de Naka fut ajouté. La capitale de la nouvelle province est établie à Mishima, qui avait également les Kokubun-ji et les Ichi-no-miya (Mishima-taisha) de la province. Selon le système de classification Engishiki, Izu est classé comme un « petit pays » (下国). Dans le système juridique ritsuryō, Izu est l'un des lieux d'exil privilégiés pour les personnes condamnées pour crimes politiques par le tribunal de l'époque de Heian,.
Pendant l'époque de Kamakura, Izu est gouvernée par le clan Hōjō. Pendant l'époque de Muromachi, Izu est gouvernée nominalement par le clan Uesugi en raison de son statut de Kantō Kanrei, mais en réalité, Izu est sous la domination de ceux qui gouvernent les provinces Kantō de Sagami et Musashi. À l'époque Sengoku, il s'agit du clan Go-Hōjō basé à Odawara. Après le siège d'Odawara, Toyotomi Hideyoshi changea le fief de Tokugawa Ieyasu de la région du Tōkai à la région du Kantō. Après la création du shogunat Tokugawa, Izu reste un territoire tenryō administré directement par le shogun. Une grande partie de la province est gouvernée par un daikan établi à Narayama, bien que des portions soient attribuées à divers hatamoto et au domaine d'Odawara. Pendant l'époque d'Edo, le district de Kimisawa est ajouté aux trois anciens districts d'Izu,.
Pendant la période Edo, la route du Tōkaidō d'Edo à Kyoto traverse le nord d'Izu, avec un shukuba à Mishima-shuku. Le port de Shimoda, à l'extrémité sud d'Izu, est un port d'escale obligatoire pour tous les navires approchant Edo par l'est,.
Pendant la période Bakumatsu, Shimoda est choisie par le gouvernement Tokugawa comme port pour le commerce américain selon les termes de la convention de Kanagawa, négociée par le commodore Matthew Perry et signée le 31 mars 1854. Shimoda est également le site de la tentative infructueuse de Yoshida Shōin d'embarquer à bord des « navires noirs » de Perry en 1854. Le premier consulat américain au Japon est ouvert au temple Gyokusen-ji à Shimoda sous la direction du consul général Townsend Harris. Harris négocie le traité d'amitié et de commerce entre les deux pays, qui est signé à Ryōsen-ji en 1858. Les relations entre le Japon et la Russie impériale sont également négociées à Shimoda, et en 1855 le traité de Shimoda est signé à Chōraku-ji,.
Après le début de l'ère Meiji, les districts de Naka et Kimisawa sont fusionnés avec le district de Kamo, et la province d'Izu est fusionnée avec la préfecture d'Ashigaru en 1871. La préfecture d'Ashigaru est divisée entre la préfecture de Shizuoka et la préfecture de Kanagawa le 18 avril 1876, et les îles Izu sont transférées de la préfecture de Shizuoka à Tokyo en 1878,.